# Like Ooh-Ahh
"Like Ooh-Ahh" (tiếng Hàn: OOH-AHH하게; Romaja: Ooh-Ahh Hage) là một bài hát của nhóm nhạc nữ Hàn Quốc Twice, đây là ca khúc chủ đề trong album ra mắt của họ The Story Begins. Bài hát được phát hành vào ngày 20 tháng 10 năm 2015 bởi JYP Entertainment và được phân phối bởi KT Music. Được sáng tác bởi Black Eyed Pilseung và Sam Lewis.

## Sáng tác
"Like Ooh-Ahh" được mô tả là một bản nhạc dance chất 'color pop' với các yếu tố hip-hop, rock, và R&B. Đội ngũ sáng tác bao gồm Black Eyed Pilseung và được Sam Lewis viết lời, được biết đến với việc sản xuất các bản phát hành thành công như "Only You" của Miss A.

## Video âm nhạc
Ngày 20 tháng 10 năm 2015, MV bài hát được phát hành trực tuyến. MV được đạo diễn bởi đội ngũ sản xuất Naive (Kim Young-jo và Yoo Seung-woo).
Video mở đầu bằng cảnh Twice ở trong một bệnh viện chạy đầy zombie chạy trốn. Tuy nhiên, các thành viên hầu như không để ý đến họ và tiếp tục nhảy múa và hát qua các đại sảnh, mái nhà, xe buýt và dẫn đến một không gian cuối cùng với những con zombie. Video kết thúc khi một trong số những zombie đang nghe nhịp tim của mình và từ từ quay trở lại thành con người.
Sau năm tháng phát hành, video đạt được 50 triệu lượt xem trên YouTube và thay thế "Fire" của 2NE1 trở thành MV ra mắt được xem nhiều nhất của nhóm nhạc Kpop. MV đạt 100 triệu lượt xem vào ngày 11 tháng 11 năm 2016, đưa Twice trở thành nhóm nhạc nữ Kpop thứ tư đạt được cột mốc này, đồng thời cũng là MV ra mắt đầu tiên đạt được điều này. Twice cũng trở thành nghệ sĩ nữ K-pop đầu tiên có ba video âm nhạc đạt mốc 200 triệu lượt xem khi "Like Ooh-Ahh" đạt được cột mốc trên vào tháng 11 cùng năm.

## Hiệu suất thương mại

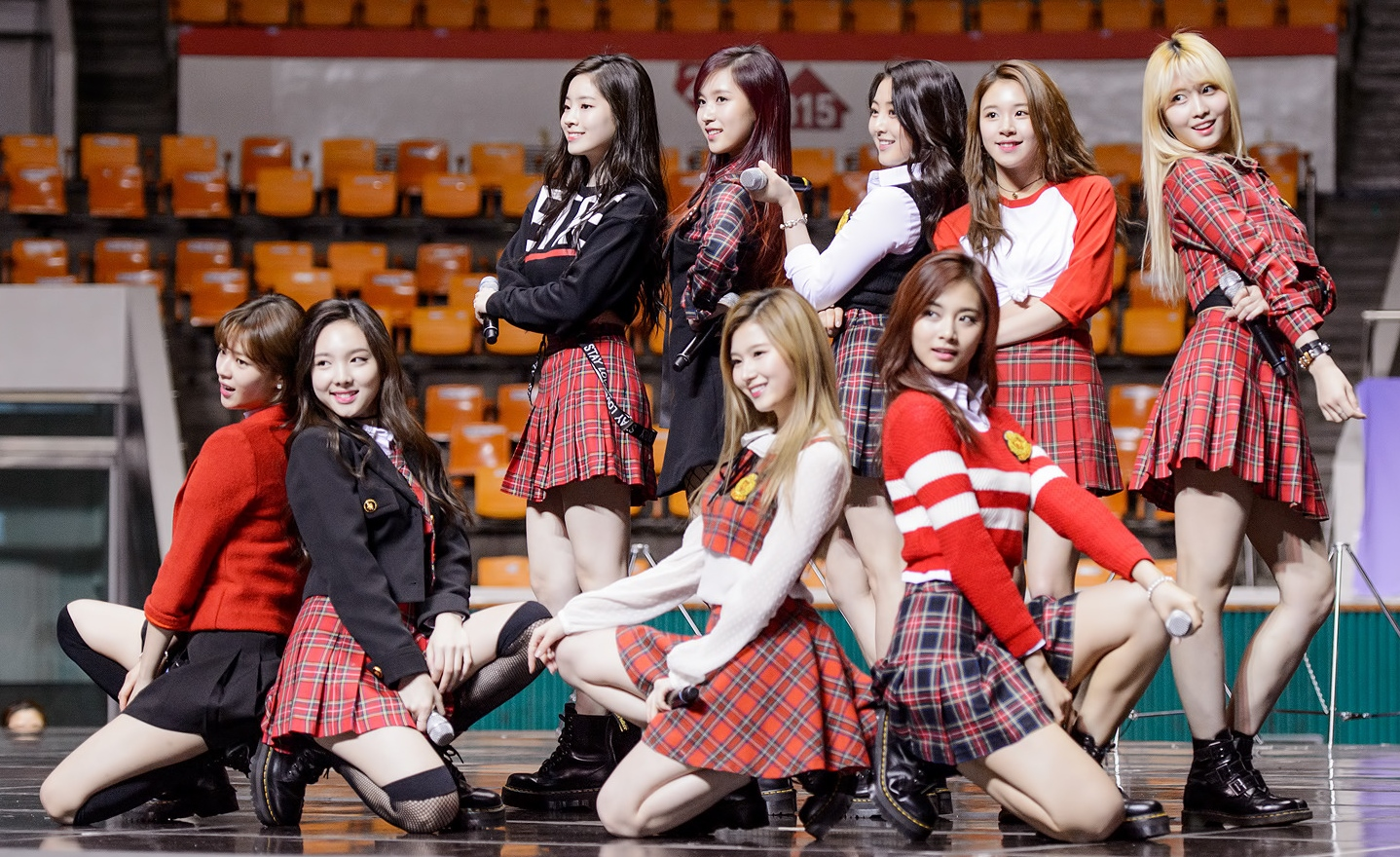
Twice biểu diễn "Like Ooh-Ahh" vào tháng 2 năm 2016

"Like Ooh-Ahh" ra mắt ở vị trí 22 trên Gaon Digital Chart cho đến khi nó đạt vị trí cao nhất ở vị trí số 10, sau ba tháng phát hành. Bài hát cũng đứng ở vị trí thứ 6, 27 và 49 trên bảng xếp hạng của Billboard như "World Digital Songs", "Billboard Japan Hot 100" và "Philippine Hot 100".
Bài hát vượt 100 triệu lượt stream vào tháng 2 năm 2017 và 2,5 triệu lượt tải xuống vào tháng 7 năm 2018.

## Phiên bản tiếng Nhật
Vào ngày 24 tháng 2 năm 2017, Twice chính thức công bố rằng sự ra mắt ở Nhật Bản được ấn định vào ngày 28 tháng 6. Nhóm đã phát hành một album tổng hợp có tên là #Twice bao gồm 10 bài hát bao gồm cả tiếng Hàn và tiếng Nhật "Like Ooh-Ahh". Lời bài hát tiếng Nhật được viết bởi Yhanael.

## Bảng xếp hạng
| BXH (2015–17)                        | Vị trí cao nhất |
| ------------------------------------ | --------------- |
| Nhật Bản (Japan Hot 100)             | 27              |
| Philippine (Philippine Hot 100)      | 49              |
| Philippine (BillboardPH K-pop Top 5) | 4               |
| Hàn Quốc (Gaon)                      | 10              |
| Mỹ World Digital Songs (Billboard)   | 6               |

| BXH (2016)      | Vị trí |
| --------------- | ------ |
| Hàn Quốc (Gaon) | 16     |

| BXH (2017)            | Vị trí |
| --------------------- | ------ |
| Japan (Japan Hot 100) | 56     |